# Цумура, Сэцуко
Сэцуко Цумура (яп. 津村 節子 Цумура Сэцуко, род. 5 июня 1928 года) — японская писательница, работавшая под псевдонимом. Настоящее имя — Сэцуко Ёсимура (яп. 吉村 節子 Ёсимура Сэцуко); девичья фамилия — Китахара (яп. 北原). Лауреат ряда литературных наград — премии Акутагавы (1965), премии Кавабаты (2011) и других.
Сэцуко Китахара родилась в городе Фукуи. Была средней из трёх сестёр; они рано потеряли родителей: мать (Тоё Китахара) умерла, когда ей было 9 лет, отец (Ёсидзи Китахара) — когда ей было 16 лет. Некоторое время управляла собственной швейной мастерской, но оставила работу, чтобы сосредоточиться на учёбе в Женском колледже Гакусюин. Взяла фамилию-псевдоним Цумура в честь двух братьев — кинокритика Хидэо Цумуры и поэта Нобуо Цумуры. Дебютной публикацией (1959) Цумуры стала «Свадьба» (яп. 華燭 касёку); в том же году по мотивам произведения режиссёром Нобору Накамурой был снят фильм под названием «Одетый на завтра» (яп. 明日への盛装). В 1965 году Цумура была удостоена премии Акутагавы за «Игрушку» (яп. 玩具).
В 2005 году издательством «Иванами сётэн» было выпущено шеститомное собрание избранных сочинений Цумуры.
Более пятидесяти лет (с 1953 года до его смерти в 2006 году от рака) была замужем за писателем Акирой Ёсимурой. После его смерти была опубликована книга «Диалог Отохико Каги и Сэцуко Цумуры после потери любимого супруга» (яп. 愛する伴侶を失って 加賀乙彦と津村節子の対話).